# 春日神社 (上尾市)
春日神社（かすがじんじゃ）は、埼玉県上尾市の神社。

## 歴史
創建年代は不明である。ただ忍城の城主成田氏の家臣である曽我兵庫助祐昌が当地に住んでおり、主家の氏神だった現在の行田市にある谷郷春日神社から分霊を勧請したものといわれており、それが正しければ戦国時代後期に創建されたものと推測される。近くの日乗院が別当寺であった。
明治初年、近代社格制度に基づく「村社」に列せられ、1907年（明治40年）の神社合祀により「芝宮社」を合祀した。そして翌年に旧芝宮社の境内に移転するとともに、「氷川社」が合祀された。現在の社殿や石灯籠は、これ以降に建てられたものである。

## 交通アクセス
- 上尾駅より徒歩11分。